# Pomacentrus amboinensis
Pomacentrus amboinensis – gatunek morskiej ryby okoniokształtnej z rodziny garbikowatych (Pomacentridae). 

## Występowanie
Gatunek ten występuje w wodach tropikalnych Oceanu Spokojnego w rejonach od Indonezji na wschód do Wysp Vanuatu, na południe po Nową Kaledonię i na północ aż po archipelag Riukiu, oraz we wschodniej części Oceanu Indyjskiego. Występuje w okolicy raf koralowych na głębokości do 40 metrów. Przeważnie pływają przy dnie lub w lagunach. Najczęściej można je spotkać w piasku lub w kamieniach.

## Charakterystyka
Osiąga zwykle do około 9 centymetrów. Żywią się algami oraz zooplanktonem. Pływają w niewielkich grupach.